# Racemobambos schultzei
Racemobambos schultzei är en gräsart som först beskrevs av Pilg., och fick sitt nu gällande namn av Richard Eric Holttum. Racemobambos schultzei ingår i släktet Racemobambos och familjen gräs. Inga underarter finns listade i Catalogue of Life.